# Thiratoscirtus fuscorufescens
Thiratoscirtus fuscorufescens es una especie de araña saltarina del género Thiratoscirtus, familia Salticidae. Fue descrita científicamente por Strand en 1906.
Habita en Camerún.